# 孤独問題担当国務大臣
孤独問題担当国務大臣（こどくもんだいたんとうこくむだいじん、英: Minister for Loneliness）は、イギリス政府に設置された、孤独問題に対処するために任命された政務職である。政務次官 (Parliamentary Under Secretary of State) が所掌する業務のうち「孤独問題」を所掌するものを指す。

## 概要

### ジョーコックス孤独委員会
イギリスでは、孤独や社会的孤立といった問題が社会問題として注目されるようになり、2016年には、労働党のジョー・コックス下院議員や、保守党のシーマ・ケネディ下院議員らの超党派の議員等によって、孤独の問題を調査・提言する組織が準備されていた。しかし、ジョー・コックス議員は2016年6月にイギリスの欧州連合離脱是非を問う国民投票の集会準備中に殺害された。その後、運動はシーマ・ケネディ議員や労働党のレイチェル・リーブス下院議員らによって引き継がれ、両議員を共同議長とし、関連する13の支援団体や事業者らの協力で設立された組織は「ジョーコックス孤独委員会」（Jo Cox Commission on Loneliness）と名付けられた。
ジョーコックス孤独委員会は、2017年12月15日に最終報告書を発表した。報告書では、孤独による経済的損失や健康への悪影響についての報告をまとめ、「政府主導の取組」「進捗状況の計測」「きっかけを生み出す現場への投資」が必要であると提言し、孤独問題に対する担当大臣の設置についても盛り込まれた。

### 「孤独問題担当大臣」の設置と国家戦略の策定
2018年1月、第2次メイ内閣は、孤独問題を担当する政務職を設置することになり、スポーツ・市民社会担当政務次官を務める保守党のトレーシー・クラウチ下院議員の所管業務に、「孤独問題に対する省庁横断的業務」が加えられた。メディアは「孤独問題担当大臣」の設置と報じた。なお、政務次官（Parliamentary Under Secretary）は、イギリスの内閣制度において「下級大臣」（junior ministers）に含まれるとされており、内閣制度は異なるものの「日本の政務官に相当」と説明される場合がある。
2018年10月には、孤独問題に関する戦略（A connected society: A strategy for tackling loneliness）が発表された。同計画により、2020年以降、年次報告書が作成・公開されている。

### 戦略発表後
2018年11月には、クラウチ政務次官が固定オッズ発売端末（FOBT）規制時期の延期問題を理由に辞職したため、後任にミムズ・デイヴィス下院議員が任命された。2019年7月に成立した第1次ジョンソン内閣では、市民社会担当政務次官のダイアナ・バラン上院議員の担務に「孤独」（Loneliness）が掲記された。
2021年には内閣改造に伴いナイジェル・ハドルストン下院議員（スポーツ・観光・遺産・市民社会担当政務次官）が業務を引き継いだ。2022年10月に成立したトラス内閣では、サイード・カモール上院議員が市民社会・遺産・観光・成長担当政務次官に任じられ、その後のスナク内閣ではスチュアート・アンドリュー下院議員がスポーツ・観光・市民社会担当政務次官兼平等担当政務次官に任命され、担務としては「市民社会（孤独を含む）」と表記された（分掌は後にスポーツ・賭博・市民社会担当政務次官兼平等担当政務次官に変更された）。
2024年に政権交代した労働党のスターマー内閣では、スポーツ・メディア・市民社会・若者政策担当政務次官のステファニー・ピーコック下院議員が所管している。
なお、近年は政務次官の担務に「孤独」が明示的に掲記されていない場合もあり、「「孤独担当大臣」の任命は行われていない」とする見方もある。一方で、政府の年次報告書では所管する政務次官の肩書きとして「Minister for Loneliness」の語がみられる。また、メディアの報道等でも依然として「Minister for loneliness」の語が用いられる場合がある。

## 歴代担当者
| 代 | 氏名 | 氏名                       | 内閣                | 任期                           | 党派   |
| --- | ---- | -------------------------- | ------------------- | ------------------------------ | ------ |
| 1 |      | トレーシー・クラウチ       | 第2次メイ内閣       | 2018年1月17日 - 2018年11月1日  | 保守党 |
| 2 |      | ミムズ・デイヴィス         | 第2次メイ内閣       | 2018年11月5日 - 2019年7月25日  | 保守党 |
| 3 |      | ダイアナ・バラン           | 第1次ジョンソン内閣 | 2019年7月26日 - 2021年9月17日  | 保守党 |
| 4 |      | ナイジェル・ハドルストン   | 第2次ジョンソン内閣 | 2021年10月 - 2022年9月         | 保守党 |
| 5 |      | サイード・カモール         | トラス内閣          | 2022年9月20日 - 2022年10月28日 | 保守党 |
| 6 |      | スチュアート・アンドリュー | スナク内閣          | 2022年10月27日 - 2024年7月5日  | 保守党 |
| 7 |      | ステファニー・ピーコック   | スターマー内閣      | 2024年7月9日 -                 | 労働党 |
| ※政務次官の担務に「孤独」が明示的に掲記されていない場合もあるため、資料によって一部の政務次官を含まない場合がある。 |      |                            |                     |                                |        |